# Dorota Dobija
Dorota Dobija (ur. 15 lipca 1968) – teoretyk rachunkowości i finansów oraz ładu korporacyjnego. Profesor nauk ekonomicznych, kierownik Katedry Rachunkowości i Dyrektor Centrum Badań nad Ładem Korporacyjnym, a także w latach 2007–2015 Prorektor ds. Badań w Akademii Leona Koźmińskiego,
Specjalizuje się w zagadnieniach związanych z pomiarem kapitału intelektualnego, teorią rachunkowości, sprawozdawczości finansowej, roli rachunkowości w efektywnych systemach ładu korporacyjnego.
Stypendystka Fundacji Fulbrighta (2001-2002), wykładowca uczelni zagranicznych, między innymi  University of Illinois at Urbana-Champaign (2002), programu EURO*MBA (od 2009),  Bradford University (od 1998), IAE Ex-en-Provence (2010).
Redaktorka naczelna czasopisma z zakresu zarządzania Management and Business Administration. Central Europe. W 2018 r. odznaczona Srebrnym Krzyżem Zasługi.
Członkini rady nadzorczej ING Banku Śląskiego.

## Publikacje książkowe
- Dobija, D., Koładkiewicz I., Cieślak I., Klimczak K., (2011), Komitety Rad Nadzorczych, Warszawa: Wolters Kluwer. ISBN 978-83-264-1341-4
- Dobija, D., Koładkiewicz I. (red.) (2011), Ład korporacyjny. Podręcznik akademicki, Warszawa: Wolters Kluwer. ISBN 978-83-264-1167-0
- Dobija, D., Kucharczyk M. (red.) (2009), Rachunkowość zarządcza. Teoria, praktyka, aspekty behawioralne, Warszawa: Wydawnictwa Akademickie i Profesjonalne. ISBN 978-83-7644-016-3
- Dobija, D. (2003), Pomiar i sprawozdawczość kapitału intelektualnego przedsiębiorstwa, Warszawa: Wydawnictwo Wyższej Szkoły Przedsiębiorczości i Zarządzania im. Leona Koźmińskiego. ISBN 83-89437-08-2